# Gerald Adams
Gerald Thomas „Gerry“ Adams  (* um 1925 in Algiers; † 7. August 2018 in New Orleans) war ein US-amerikanischer Musiker (Kontrabass) des New Orleans Jazz, der auch als Mentor in der Jazzszene von New Orleans aktiv war.

## Leben und Wirken
Adams diente nach Abschluss der Highschool in der US-Armee und arbeitete in der traditionellen Jazzszene von New Orleans; u. a. trat er im Marriott Hotel, Commander’s Palace, Palm Court und in der Preservation Hall auf. Erste Aufnahmen entstanden 1961 mit dem Trompeter Thomas Jefferson und The New Orleans Creole Jazz Band. 1964 spielte er bei Kid Howard and His New Orleans Jazz Band. In den 1980er-Jahren nahm Adams mit dem Sam Alcorn Trio auf (At Arnaud’s, mit David Grillier, Justin Adams). Ende der 1990er-Jahre spielte er mit Rudy Balliu (In New Orleans with Barry Martyn’s Down Home Boys) und Sammy Rimington’s International All Stars; außerdem gehörte er der Doc Houlind New Orleans Allstars Band an (The Spirit of New Orleans, Vol . 9), in der u. a. auch Ragnar Tretow, Wendell Eugene, Jesper Larsen, Doc Watson, Walter Lewis und Don Vappie spielten. In den 2000er-Jahren war er noch auf Aufnahmen von Brian Carrick and His New Orleans Heritage Jazz Band und Wendell Eugene & His Mardi Gras Band zu hören. Im Bereich des Jazz war er zwischen 1961 und 2006 an acht Aufnahmesessions beteiligt.